# امبر میدتاندر
اَمبر میدتاندر (انگلیسی: Amber Midthunder؛ زادهٔ ۲۶ آوریل ۱۹۹۷) هنرپیشه و فیلم‌ساز آمریکایی است. او به‌خاطر نقش‌هایش در سریال‌های لژیون و روزول، نیومکزیکو و همچنین حضور در لانگ‌مایر و بانشی شناخته شده‌است. میدتاندر در سال ۲۰۲۲ در نقش نارو در فیلم  شکار، پنجمین قسمت از فرنچایز  غارتگر ظاهر شد، و بازی او تحسین گستردهٔ منتقدان را دریافت کرد.

## زندگی
امبر میدتاندر در ۲۶ آوریل ۱۹۹۷ از دیوید میدتاندر، یک بازیگر فیلم، و آنجلیک، یک بازیگر بدلکار و مسئول انتخاب بازیگران، به دنیا آمد. او یک بومی آمریکایی از آسینی‌بوئین و عضو قبایل فورت پک‌سیوکس است.

## فیلم‌شناسی

### فیلم
| سال  | عنوان                        | نقش                  | یادداشت                                     | منبع                 |
| ---- | ---------------------------- | -------------------- | ------------------------------------------- | -------------------- |
| ۲۰۰۱ | بازگشت به خانه جیمی وایت‌کلود | دختر کوچک            | انگلیسی: The Homecoming of Jimmy Whitecloud |                      |
| ۲۰۰۲ | گونه‌های مرگبار               | قبیله کالوسا         | فیلم ویدیوئی                                |                      |
| ۲۰۰۸ | آفتاب تمیز کردن              | دختر فروشگاه آب‌نبات  |                                             | [ ۱۱ ]               |
| ۲۰۰۸ | رأی‌دهندگان مردد              | دختر دانشجوی شماره ۳ |                                             | [ ۱۲ ]               |
| ۲۰۰۹ | فراموش‌نشده                   | آمایا بیشوپ (جوان)   |                                             |                      |
| ۲۰۱۴ | بهترین‌های دارک‌تاون           | مدل شماره ۱          |                                             | [ ۱۳ ] [ ۱۴ ]        |
| ۲۰۱۵ | لوازم یدکی                   | نیکی                 |                                             |                      |
| ۲۰۱۵ | برهنه                        | مالیا                | ذکرنشده در تیتراژ                           |                      |
| ۲۰۱۶ | اگر سنگ از آسمان ببارد       | ورنون تلر            |                                             | [ ۱۵ ] [ ۱۶ ]        |
| ۲۰۱۶ | بی‌بها                        | ماریا                |                                             | [ ۱۷ ]               |
| ۲۰۱۸ | ۱۴ دوربین                    | دنیل                 | انگلیسی: 14 Cameras                         | [ ۱۸ ] [ ۱۹ ]        |
| ۲۰۱۹ | فقط مال من                   | جولی دیلون           | فیلم ویدیوئی؛ انگلیسی: Only Mine            | [ ۲۰ ] [ ۲۱ ] [ ۲۲ ] |
| ۲۰۱۹ | او گم شده‌است                 | هانی                 |                                             |                      |
| ۲۰۲۰ | سنتوریون اسب رقصنده          | الیسا هال            | انگلیسی: Centurion the Dancing Stallion     | [ ۲۳ ]               |
| ۲۰۲۱ | تیرانداز                     | کارمند پمپ بنزین     |                                             |                      |
| ۲۰۲۱ | جاده یخی                     | تانتو                |                                             | [ ۲۴ ] [ ۲۵ ]        |
| ۲۰۲۱ | چرخ                          | آلبی                 | تهیه‌کننده مشترک؛ انگلیسی: The Wheel         |                      |
| ۲۰۲۲ | شکار                         | نارو                 |                                             | [ ۲۶ ] [ ۲۷ ]        |

### تلویزیون
| سال        | عنوان                     | نقش                    | یادداشت                                                        | منبع                 |
| ---------- | ------------------------- | ---------------------- | -------------------------------------------------------------- | -------------------- |
| ۲۰۱۲–۲۰۱۴  | لانگ‌مایر                  | لیلی استیل‌واتر         | قسمت‌ها: «پایلوت»، «Miss Cheyenne»                              |                      |
| ۲۰۱۴       | بانشی                     | لانا کلیری             | قسمت‌ها: «The Warrior Class", "Bloodlines»                      |                      |
| ۲۰۱۵       | حفاری                     | استارلت                | قسمت: «پدر اِما ویلسون»                                         |                      |
| ۲۰۱۶       | اصیل‌ها                    | کایلا                  | قسمت: «Alone with Everybody»                                   |                      |
| ۲۰۱۷–۲۰۱۹  | لژیون                     | کری لودرمیلک           | نقش اصلی                                                       | [ ۲۸ ] [ ۲۹ ] [ ۳۰ ] |
| ۲۰۱۸       | ماجراهای ناگوار روان و من | لیزی                   | مینی‌سریال تلویزیونی؛ انگلیسی: The Misadventures of Psyche & Me |                      |
| ۲۰۱۹–اکنون | رازول، نیومکزیکو          | روزالیندا «رزا» اورتکو | نقش تکراری (فصل ۱)؛ نقش اصلی (فصل ۲–۴)                         | [ ۳۱ ] [ ۳۲ ] [ ۳۳ ] |
| ۲۰۲۱       | گالچ غیبش شده             | بی‌دبلیو                | صداپیشه                                                        | [ ۳۴ ]               |
| TBA        | آخرین بادافزار            | پرنسس یو               | پس تولید؛ نقش تکرارشونده                                       | [ ۳۵ ]               |